# Tom Wopat
Tom Wopat (Lodi, Wisconsin; 9 de septiembre de 1951) es un actor y cantante estadounidense.

## Carrera
Nacido en Lodi, Wisconsin, EUA. Su debut en televisión fue en la serie dramática "One Life to Live.
Alcanzó la fama en 1979 como Luke Duke en la serie de televisión The Dukes of Hazzard, junto con John Schneider. También interpretó a Jeff, uno de los exmaridos de Cybill Shepherd en la serie de televisión Cybill.
También se embarcó en una carrera musical. Ha grabado ocho discos. Musicalmente se alterna entre el rock and roll y estilos de la música country, aunque sus dos últimos discos han sido de pop clásico.

## Filmografía
- 1979: The Dukes of Hazzard
- 1979: La isla de la fantasía
- 1983: The Dukes
- 1984: Story, Songs and Stars
- 1984: Burning Rage
- 1987: Christmas Comes to Willow Creek
- 1989: A Peaceable Kingdom
- 1992: Just My Imagination
- 1995: Cybill
- 1997: Contagious
- 1997: Crisis Center
- 1997: The Dukes of Hazzard: Reunion!
- 1998: Meteorites!
- 2000: The Dukes of Hazzard: Hazzard in Hollywood
- 2001: 100 Centre Street
- 2005: Smallville
- 2006: Standoff
- 2006: Bonneville
- 2008: The Hive
- 2008: The Understudy
- 2009: Taking Chance
- 2010: Phineas and Ferb
- 2012: Django Unchained